# 중국 단샤
단샤(중국어: 丹霞) 또는 중국 단샤 풍경구는 적색 사암으로 구성되었으며, 절벽이 많은 것이 특징인 지역이다.
이는 내부 융기와 외부의 침식으로 인해 생겼으며, 2010년 8월 단샤는 세계자연유산에 등재되었다.

## 용호산

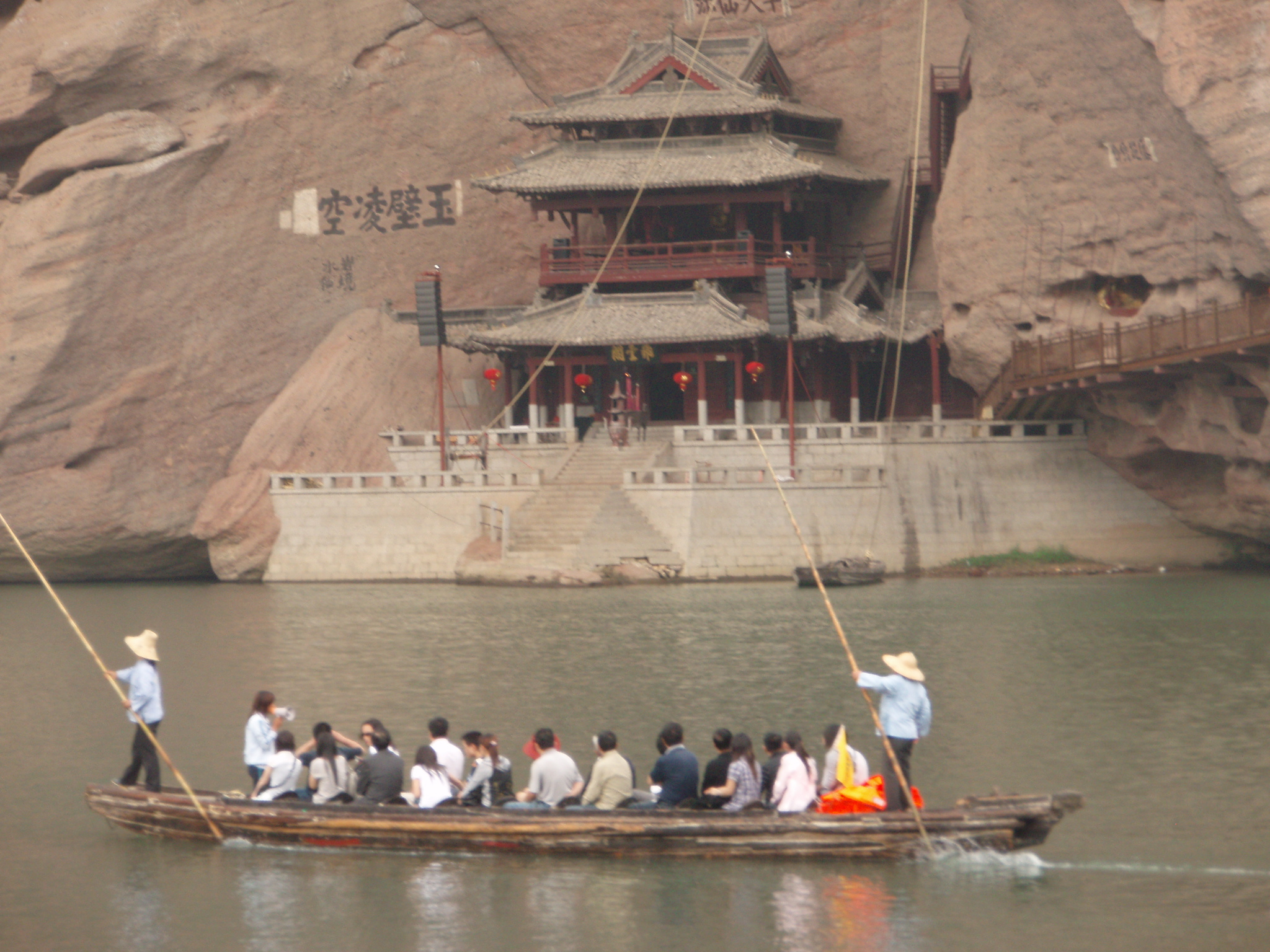
용호산에 있는 춘추전국시대 만들어진 유적.

단샤에 있는 용호산의 경우 도교의 발상지인데, 오두미도를 만든 장도릉이 선단을 만들 때 용과 호랑이가 나타났다하여 이름이 붙여졌다한다. 이 산은 한시와 산수화에 많이 등장하는 산이기도 하는데, 춘추전국시대에는 현기(懸墓)라는 역사 유적지도 만들어져 역사적 가치 또한 크다고 한다.